# سربيت أعلى (تعز)
سربيت أعلى هي إحدى قرى الجمهورية اليمنية. تتبع جغرافيا لمحافظة تعز وإداريًا لمديرية سامع. يبلغ تعداد سكانها 4699 نسمة حسب الإحصاء الذي أجري عام 2004.